# Phoroncidia bukolana
Phoroncidia bukolana là một loài nhện trong họ Theridiidae.
Loài này thuộc chi Phoroncidia. Phoroncidia bukolana được Alberto Barrion & James A. Litsinger miêu tả năm 1995.